# 韓国鈞
韓 国鈞（かん こくきん）は、清末民初の政治家・官僚。江蘇省を中心に、各地で地方官として経歴を積み重ねた人物である。字は紫石、止石、子石。

## 事績

### 清末の事績
21歳で秀才となる。23歳で郷試に合格して挙人となった。1898年（光緒15年）、開封府発審差兼按察使署督審局議員として任用される。以後、各地の知県をつとめた。1902年（光緒28年）、河北鉱務局総弁兼交渉局会弁に異動する。翌年11月、河北で養蚕業の学校の総弁をつとめた。1905年（光緒31年）、日本へ実業の視察に訪れる。
翌年の帰国後は、陸軍参謀処及鉱政調査局総弁に任じられた。まもなく、趙爾巽の配下として奉天省に異動する。1907年（光緒33年）2月、奉天交渉局局長兼開埠局局長、農工商局副局長に任命された。同年8月、両広督練公所参議兼兵備署総幹に転任した。1909年（宣統元年）9月、奉天勧業道及署工商司に異動する。1910年（宣統2年）2月、葫芦島商埠督弁を兼任した。1911年（宣統3年）、弁理防疫事宜に任命され、9月、吉林民政司司長に昇進した。

### 民国での事績
中華民国成立後の1912年（民国元年）11月、韓国鈞は辞職して帰郷した。1913年（民国2年）8月、江蘇省民政長に就任し、1914年（民国3年）7月には安徽省民政長（後に巡按使）に転任した。1915年（民国4年）に辞職して帰郷する。泰源塩墾公司を経営し、運河工程局の事務に関わった。1920年（民国9年）8月には、運河工程局会弁に就任している。1922年（民国11年）4月、山東省省長に任命されたが、実際に就任はしなかった。同年6月、江蘇省省長に就任した。1924年（民国13年）12月、署理江蘇督弁を兼任している。翌年1月に署理督弁兼務を解かれ、2月に省長も辞任した。これにより帰郷して、再び製塩業と水利事業に従事する。
国民政府成立後も、在野にあって製塩業、水利事業に専念した。特に1931年（民国21年）夏に、省内の運河が決壊した際には、江蘇省政府の招聘に応じて復興事業に取り組んだ。また、国民政府でも全国水利委員会委員を務めたほか、省政府の禁煙委員会、農民銀行委員会、賑災委員会委員などもつとめた。晩年、韓国鈞は帰郷している。汪兆銘政権が成立した後の1941年（民国30年）9月、日本軍や汪兆銘政権から公職に就くよう迫られたが、韓はこれを拒絶した。1942年（民国31年）1月23日、死去。享年86。